# Mikrometeorid
Mikrometeoridi (mikrometeoriti, mikrometeori) su najčešće mikroskopski sitne čestice (mikrosferule) koje zaostane u atmosferi nakon izgaranja meteora. Nakon nekog vremena, sedimentacijom, nošene vjetrovima i zračnim strujama, mikrometeoriti dospijevaju do površine Zemlje. Nalazimo ih u ledu, talozima cisterni, kućnoj prašini ...
Drugi izvor mikrometeorita su veoma male čestice međuplanetarne prašine koje dospijevaju u atmosferu s ili bez termičkih promjena koje nazivamo prema njihovom otkrivaču - Brownlee čestice.